# Занивье
Занивье (бел. Заніўе) — деревня в Дрогичинском районе Брестской области Беларуси. Входит в состав Именинского сельсовета.

## География
Деревня находится в южной части Брестской области, при автодороге Н-634, на расстоянии приблизительно 17 километров (по прямой) к западо-северо-западу от города Дрогичина, административного центра района. Абсолютная высота — 149 метров над уровнем моря. Площадь населённого пункта — 0,5758 км².

## История
В письменных источниках начинает упоминаться начиная с XVIII века.
По состоянию на 1905 год, в Занивье проживало 534 человека. В административном отношении деревня входила в состав Антопольской волости Кобринского уезда Гродненской губернии.
Согласно Рижскому мирному договору (1921), деревня вошла в состав межвоенной Польши, являлась частью гмины Антополь Кобринского повета Полесского воеводства. В 1921 году числилось 203 жителя, проживавших в 43 домах. В этническом составе населения того периода русины составляли 74,9 %, поляки — 16,7 %, евреи — 5,9 %, белорусы — 2,5 %. В конфессиональном составе населения преобладали православные христиане (93,1 %), иудеи (5,9 %) и евангельские христиане (1 %).
С 1939 года в БССР, с 1940 по 1954 годы в составе Занивьевского сельсовета Антопольского района. В 1954 году включена в состав Именинского сельсовета Дрогичинского района.

## Население
По данным переписи 2019 года, в деревне проживало 56 человека.
| Год  | Население, человек |
| ---- | ------------------ |
| 1858 | 228                |
| 1905 | ↗ 534              |
| 1921 | ↘ 203              |
| 1940 | ↗ 512              |
| 1960 | ↘ 347              |
| 1970 | ↘ 325              |
| 1995 | ↘ 161              |
| 2005 | ↘ 106              |
| 2009 | ↘ 86               |
| 2019 | ↘ 56               |